# Dichocrocis
Dichocrocis là một chi bướm đêm thuộc họ Crambidae.

## Các loài
- Dichocrocis acoluthalis West, 1931
- Dichocrocis actinialis Hampson, 1899
- Dichocrocis albilunalis Hampson, 1912
- Dichocrocis alluaudalis Viette, 1953
- Dichocrocis atrisectalis Hampson, 1908
- Dichocrocis attemptalis (Snellen, 1890)
- Dichocrocis bilinealis Hampson, 1896
- Dichocrocis bimaculalis Kenrick, 1907
- Dichocrocis biplagialis Hampson, 1918
- Dichocrocis bistrigalis (Walker, 1866)
- Dichocrocis clystalis Schaus, 1920)
- Dichocrocis clytusalis (Walker, 1859)
- Dichocrocis credulalis (Snellen, 1890)
- Dichocrocis definita (Butler, 1889)
- Dichocrocis dorsipunctalis Schaus, 1927
- Dichocrocis erixantha (Meyrick, 1886)
- Dichocrocis eubulealis (Walker, 1859)
- Dichocrocis evaxalis (Walker, 1859)
- Dichocrocis festivalis (Swinhoe, 1886)
- Dichocrocis frenatalis Lederer, 1863
- Dichocrocis fuscoalbalis Hampson, 1899
- Dichocrocis galmeralis Schaus, 1927
- Dichocrocis gyacalis Schaus, 1920
- Dichocrocis leptalis Hampson, 1903
- Dichocrocis leucostolalis Hampson, 1918
- Dichocrocis liparalis West, 1931
- Dichocrocis loxophora Hampson, 1912
- Dichocrocis macrostidza Hampson, 1912
- Dichocrocis megillalis (Walker, 1859)
- Dichocrocis nigricinctalis Hampson, 1912
- Dichocrocis pardalis Kenrick, 1907
- Dichocrocis penniger Dyar, 1913
- Dichocrocis philippinensis Hampson, 1912
- Dichocrocis plenistigmalis (Warren, 1895)
- Dichocrocis pseudpoeonalis Hampson, 1898
- Dichocrocis punctilinealis Hampson, 1899
- Dichocrocis pyrrhalis (Walker, 1859)
- Dichocrocis rigidalis (Snellen, 1890)
- Dichocrocis rubritinctalis Hampson, 1918
- Dichocrocis strigimarginalis Hampson, 1899
- Dichocrocis tigridalis Mabille, 1900
- Dichocrocis tlapalis Schaus, 1920
- Dichocrocis tripunctapex Hampson, 1899
- Dichocrocis tyranthes Meyrick, 1897
- Dichocrocis xanthocyma Hampson, 1898
- Dichocrocis xanthoplagalis Hampson, 1912
- Dichocrocis xuthusalis (Walker, 1859)
- Dichocrocis zebralis (Moore, 1867)

## Loài trước đây
- Dichocrocis crocodora (Meyrick, 1934)
- Dichocrocis pandamalis (Walker, 1859)
- Dichocrocis plutusalis (Walker, 1859)
- Dichocrocis punctiferalis (Guenée, 1854)
- Dichocrocis surusalis (Walker, 1859)

## Hình ảnh

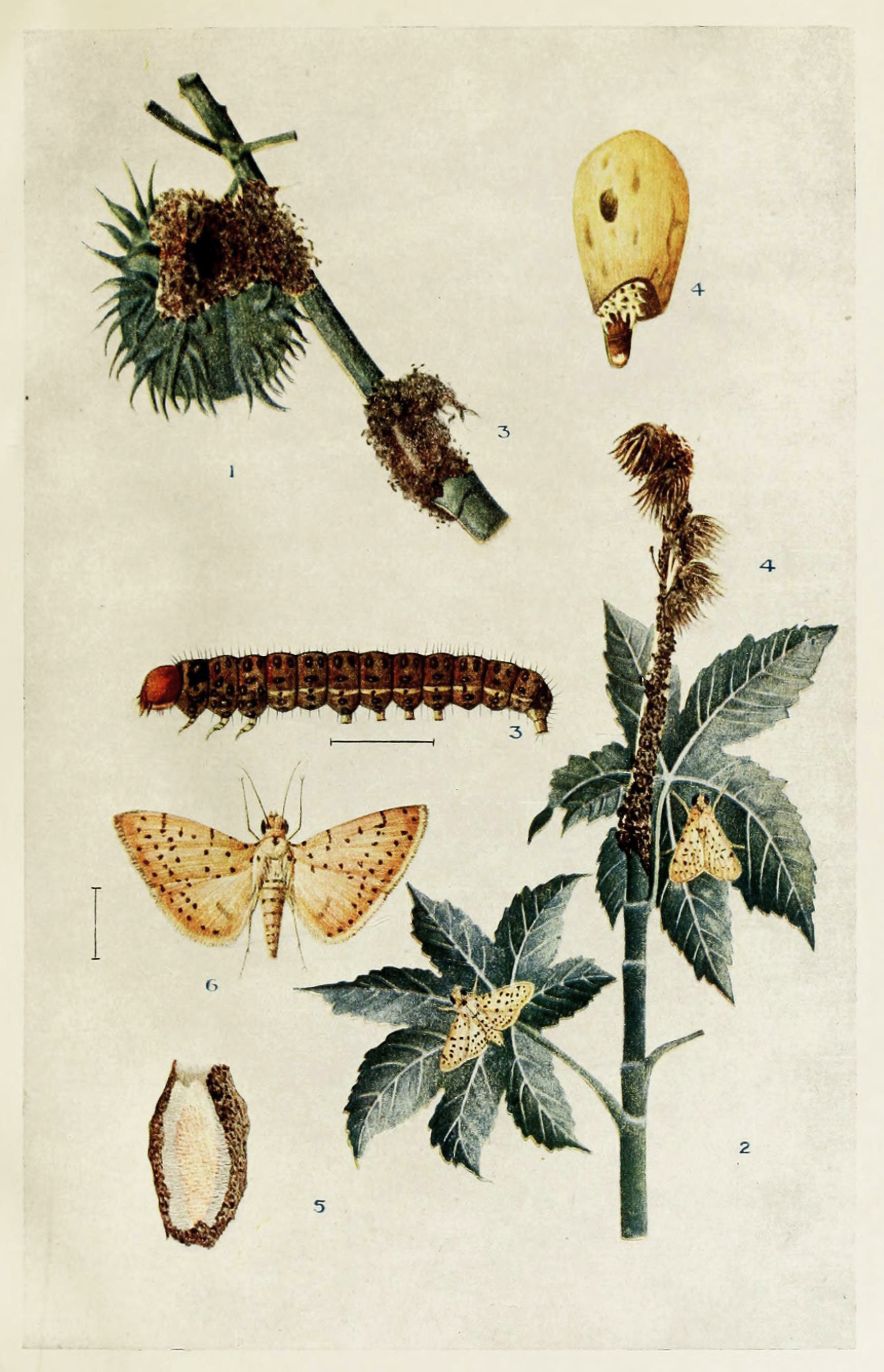
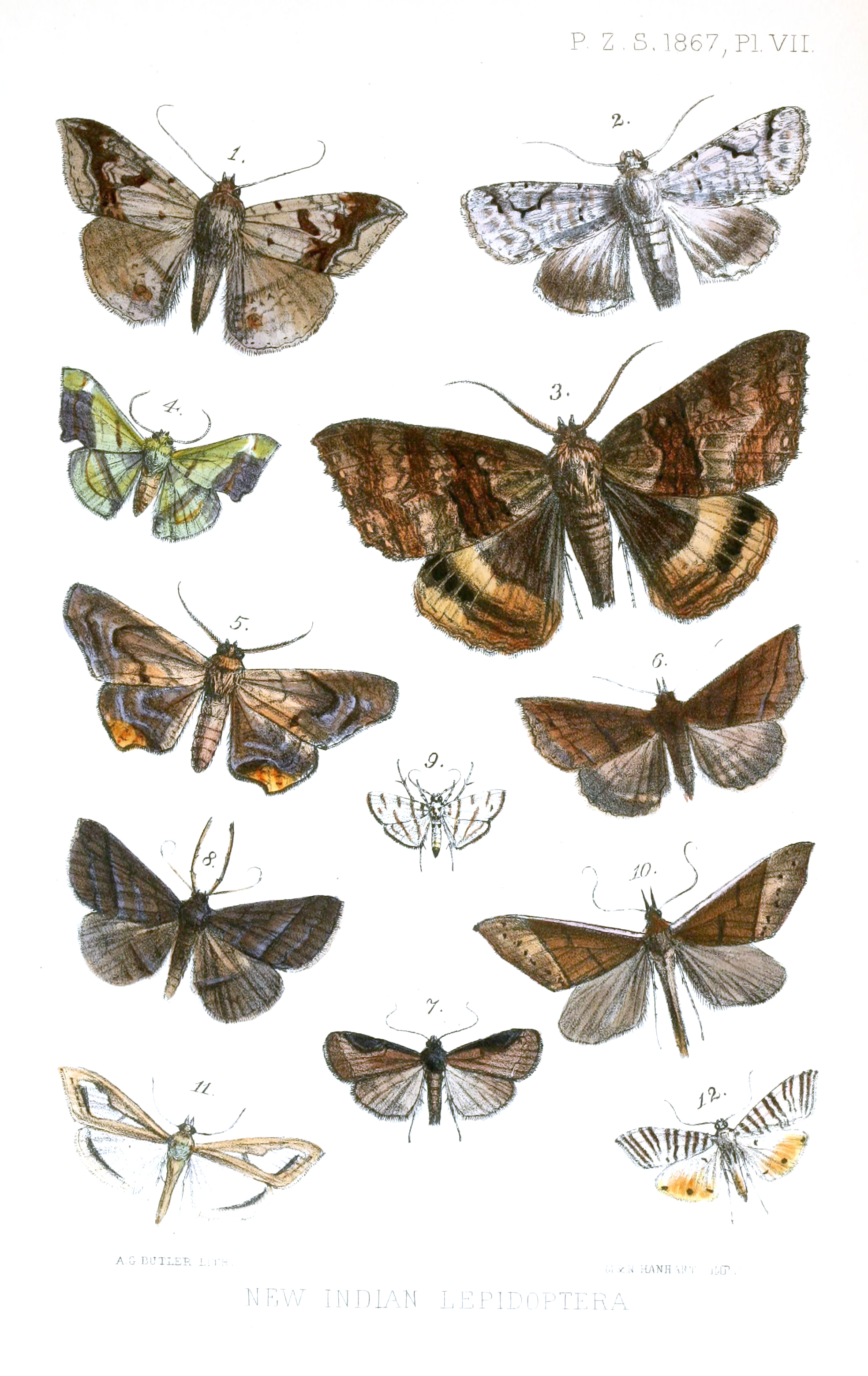
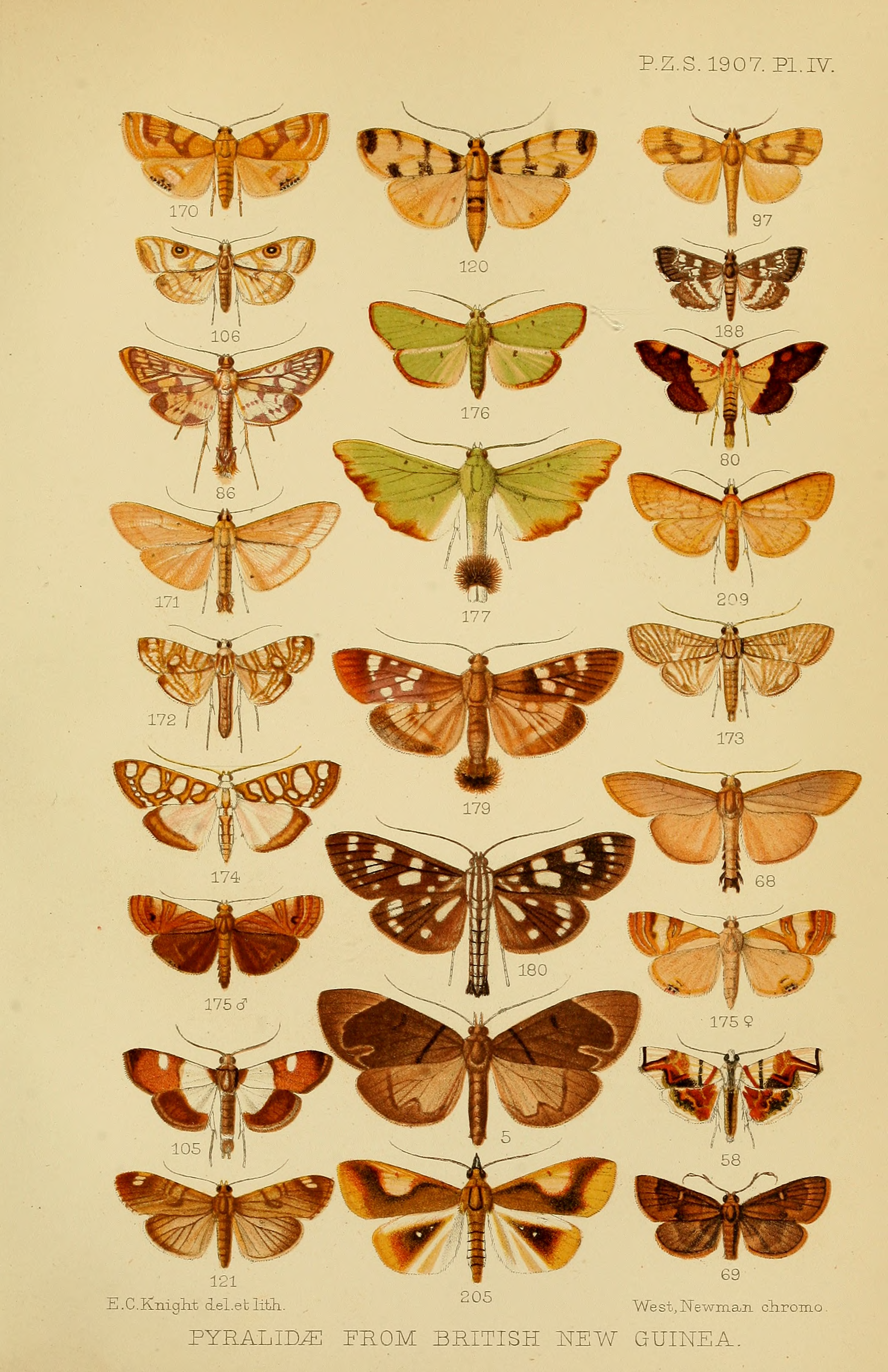